# Contagem
Contagem (kõˈtaʒẽj) brazíliai város, Minas Gerais államban. Belo Horizonte-tól, az állam fővárosától, midössze 21 kilométerre fekszik és beleszámít ennek a nagyvárosi területébe, összesen 4,8 millió lakossal.
A város része Belo Horizonte mezorégiójának és mikrorégiójának, területe 195,2 km² és a Ribeirão das Neves, Esmeraldas, Betim, Ibirité és Belo Horizonte községekkel határos. A város tengerszint fölött 858 méteren fekszik.
2010-es becslések szerint a város lakossága 603.442 volt, és ezzel a Minas Garais állam harmadik legnépesebb városa, Belo Horizonte és Uberlândia után. 
A város lakossága nagyon fiatal, 86%-a 50 év alatt van.
Oktatási mutatók:
- felnőttek 10 éves iskolázotsággal: 23,67%
- 10-14 éves iskolába járó fiatalok: 96,8%
- felnőttek iskolai végzettség nélkül: 5,21%
- 15-17 éves középfokú oktatásban részt vevő fiatalok: 83,7%.
- felnőttek felsőfokú végzettséggel: 23%
- írástudatlanok aránya a 25 év feletti felnőtteknél: 7%

Contagem elsősorban nehézipari város, különböző ipari komplexumokkal, de az ásványi anyagok feldolgozása és vegyipar is jelentős. A város termelése, az állam Bruttó hazai termékének (GDP) 5,38%-át teszi ki, s ezzel a harmadik legnagyobb Belo Horizonte és Uberlândia után.
A város komoly szennyeződési problémákkal küzd (levegő és víz egyaránt), és a Pampulha tóba (Belo Horizonte) az iparból nagy mennyiségű nehézfém jut.
Minas Gerais-ban, Contagem volt az első ipari körzet. A körzetet 1946-ban avatták fel és 1950-re az állam legnagyobbja lett. A Gafanhoto vízierőművet (a Pará folyón) az állam kormányzata építtette 1952-ben, a körzet fejlesztésének keretében, és ez az ipari körzet jelenleg is Minas Gerais állam legnagyobbja.
Ceasa Mines Greater BH (regionális ellátási nagykereskedelmi központ) Contagemben található. A 605.000 négyzetméter beépített területen, 535 vállalattal, és egy forgalmas napon 65.000 látogatóval. Itt található Brazília legnagyobb zöldség nagykereskedése.

## Testvérvárosok
- Sanghaj, Kína (2005)
- Cienfuegos, Kuba (2006)
- Jiaxing, Kína (2013)
- Montevideo, Uruguay (2014)

## Fordítás
Ez a szócikk részben vagy egészben  a   Contagem című angol Wikipédia-szócikk fordításán alapul.  Az eredeti cikk szerkesztőit annak laptörténete sorolja fel. Ez a jelzés csupán a megfogalmazás eredetét és a szerzői jogokat jelzi, nem szolgál a cikkben szereplő információk forrásmegjelöléseként.